# Euselasia calligramma
Euselasia calligramma är en fjärilsart som beskrevs av Bates 1868. Euselasia calligramma ingår i släktet Euselasia och familjen Riodinidae. Inga underarter finns listade i Catalogue of Life.